# Retaule de Sant Jeroni, Sant Martí de Tours, Sant Sebastià i Calvari
El Retaule de Sant Jeroni, Sant Martí de Tours, Sant Sebastià i Calvari és una retaule de la col·lecció permanent del Museu Nacional d'Art de Catalunya, fet per Jaume Ferrer II. Va ingressar al museu com una donació de "Doña Pilar Rabal Rabal en memoria de su esposo Pedro Fontana Almeda. Barcelona, 13/10/1976"

## Descripció
Les tres taules, juntament amb el Calvari, van formar part d'un retaule de triple advocació amb el qual també s'ha relacionat una predel·la amb episodis de la vida de sant Jeroni conservada en una col·lecció de Saragossa.
La raresa a Catalunya d'aquest tipus de retaule, que dona més importància a les figures principals que a la narració hagiogràfica, remet a altres àmbits pictòrics com ara el valencià i el mallorquí. A partir d'aquestes dates, també comença a tenir acceptació en terres d'Aragó.